# Šajkača

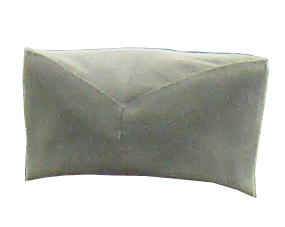
Una Šajkača.

La Šajkača (en cirílico: Шајкача) es una gorra tradicional serbia. Típicamente vestida por los hombres en áreas rurales, su nombre proviene de los šajkaši -marineros de la flotilla de río del Imperio Austrohúngaro en su frontera con el Imperio Otomano en el siglo XVIII-, desde finales del siglo XIX y comienzos del XX, se ha convertido en un símbolo nacional de Serbia.
Usualmente está hecha de tela o fieltro de color verde, negro o gris.
Su uso se masificó con la Primera insurrección serbia, y desde entonces forma parte del uniforme del ejército del país. En contextos militares casi siempre cuenta con una insignia metálica o una cocarda.